# Narciso Heredia
Narciso Heredia y Begines de los Ríos, (Gines, provincia de Sevilla, 11 de septiembre de 1775-Madrid, 8 de septiembre de 1843), político y diplomático español, I marqués de Heredia, II conde de Heredia-Spínola desde el 30 de marzo de 1831, grande de España, conde consorte de Ofalia, senador por la provincia de Lugo.

## Biografía
Hijo de Narciso de Fernández de Heredia y Spínola I conde de Heredia- Spínola y de María de las Mercedes Begines de los Ríos y Bejarano.￼
Casado en primeras nupcias en 1803 con María de la Soledad Cerviño y Pontejos, nieta de los Marqueses de Pontejos, con quien tuvo dos hijas. Al enviudar contrajo matrimonio en 1823 con María Dolores SaIabert y Torres, III Condesa de Ofalia de quien no tuvo descendencia y enviudó en 1831. En Diplomacia era conocido por el título de conde de Ofalia que pudo usar por mandato Real.￼

## Carrera política y diplomática
Comienza sus estudios en Almería, donde su padre era administrador general de Rentas Reales de la provincia. Estudió derecho en la Universidad de Granada, comenzando su carrera académica en el Real Colegio Mayor de San Bartolomé y Santiago, donde vivió desde el comienzo de sus estudios.
En 1803 era oficial de la Secretaría de Estado en la Embajada española en los Estados Unidos, al servicio del Marqués de Casa Irujo y prosiguió su carrera política como jefe de Negociado en el Ministerio de Estado. En 1808 es nombrado caballero de la Orden de Carlos III. Durante el reinado José I Bonaparte sigue a la Junta Suprema Central a Sevilla y renuncia a una secretaría de Estado ofrecida por el rey y aun así cae en desgracia por acusaciones de afrancesamiento algunos de sus familiares y se marcha de 1809 a 1812 a Málaga. Sin embargo, enseguida rehabilitado, fue subsecretario de Estado, encargado de los asuntos de Estados Unidos, durante la mayor parte del Sexenio absolutista, participando en las negociaciones del tratado Adams Onís para la delimitación de las fronteras del Virreinato de Nueva España. De 1819 a 1820 es desterrado a Almería por su defensa del realismo ilustrado y moderado mientras ejercía como consejero del Supremo de Guerra. En 1820, durante las Cortes de Cádiz, se le concede la Gran Cruz de la Orden Americana de Isabel la Católica.
En 1823 se produce la restauración del absolutismo, y gracias al apoyo de Antonio Ugarte, uno de los miembros más influyentes de la camarilla de Fernando VII, regresó al poder como ministro de Gracia y Justicia (2 de diciembre de 1823-18 de enero de 1824.        
Lideró el Gobierno desde el 25 de diciembre de 1823, cuando se convirtió en ministro de Estado interino en sustitución del marqués de Casa Irujo, y fue titular de este cargo a partir de la muerte de este, el 18 de enero. El nuevo gabinete se enfrentó con la grave tarea de restablecer una Administración desquiciada y reconstruir el Estado en un ambiente de división entre los españoles que hacía sumamente difícil cualquier tarea de gobierno. Ofalia y sus ministros eran partidarios de realizar una prudente revisión y reforma del Antiguo Régimen y de introducir algunas modificaciones de cuño moderado dejando a la Corona fuera del conflicto. Destacó la labor de Luis López Ballesteros en la Secretaría de Hacienda y Luis Salazar en la de Marina, por ser los dos ministros más estables de toda la década y por las importantes reformas que llevaron a cabo. Ofalia y su gabinete parecieron a Chateaubriand moderados o casi medio liberales . En julio de 1824 fue cesado por tres asuntos que debilitaron su Gobierno: la oposición continua de los realistas ortodoxos, la amnistía del 14 de mayo de 1824 que no contentó a nadie y la creación de una policía orgánicamente autónoma que disgustó a los militares. Fue desterrado por segunda vez a Almería. Durante su viaje la intervención del gobernador de Almería le libró del ataque en Gádor de Voluntarios Realistas pese a la fuerte escolta que le acompañaba en el ambiente tenso que sucedió al episodio en Almería de Los Coloraos.
Se le requirió para labores diplomáticas en 1827 y fue nombrado ministro plenipotenciario en Londres y posteriormente se le confió la embajada en París. Se hallaba en excelentes relaciones con Luis Felipe de Orleans porque el conde de Ofalia consiguió que España fuera una de las primeras potencias en reconocerlo como rey de los franceses a cambio de que Francia dejara de armar y apoyar a los liberales españoles.
En 1832 cesó en su cargo diplomático y regresó a España para hacerse cargo del nuevo Ministerio de Fomento General del Reino en el gobierno de transición de Cea Bermúdez (28 de diciembre de 1832-29 de septiembre de 1833). 
En 1837 fue nombrado presidente del Consejo de Ministros (16 de diciembre de 1837-6 de septiembre de 1838), porque en él se veía al único arreglador de la intervención extranjera que evitara una guerra civil con los carlistas. Actuó en la línea del partido moderado, pero su gobierno al final fue incapaz sanear la Hacienda, y un motín en Cádiz (1838) determinó su caída y la definitiva retirada de la política.
| Predecesor: Carlos Martínez de Irujo, marqués de Casa Irujo | Secretario del Despacho de Estado 1824                  | Sucesor: Francisco Cea Bermúdez                          |
| Predecesor: Eusebio Bardají                                 | Presidente del Consejo de Ministros de España 1837-1838 | Sucesor: Bernardino Fernández de Velasco, duque de Frías |
| Predecesor: Eusebio Bardají                                 | Ministro de Estado 1837-1838                            | Sucesor: Bernardino Fernández de Velasco, duque de Frías |